# Club Sport Boys Association
Club Sport Boys Association, oftast enbart Sport Boys, är en fotbollsklubb från Peru. Klubben spelar i hamnstaden Callao och grundades den 28 juli 1927. Laget spelar på Estadio Miguel Grau som tar 15 000 åskådare vid fullsatt.